# فرودگاه چری کپیتل
فرودگاه چری کپیتل (به انگلیسی: Cherry Capital Airport) یک فرودگاه همگانی مسافربری با کد یاتا TVC است که یک باند فرود آسفالت دارد و طول باند آن ۱۹۸۱ متر است. این فرودگاه در کشور ایالات متحده آمریکا قرار دارد و در ارتفاع ۱۹۰ متری از سطح دریا واقع شده‌است.